# Handball-Bundesliga (feminin)
Handball-Bundesliga (Liga Federală de Handbal) este primul eșalon valoric al handbalului feminin german. Competiția este organizată de Federația Germană de Handbal. Bundesliga este formată din 14 echipe. Fiecare club joacă cu celelalte, o dată acasă, o dată în deplasare. La final, ultimele două echipe clasate retrogradează în 2. Handball-Bundesliga.

## Istoric
Primul campionat, jucându-se handbal în 7, s-a desfășurat în 1958. Bundesliga a fost înființată în anul 1975 și s-a jucat în două grupuri (nord și sud). 1985-1986 a fost primul sezon cu Bundesliga formată dintr-o singură ligă.

## Campioane (era Bundesliga)
| Sezon | Echipa                 |
| ----- | ---------------------- |
| 1976  | TuS Eintracht Minden   |
| 1977  | TSV GutsMuths Berlin   |
| 1978  | TuS Eintracht Minden   |
| 1979  | Bayer 04 Leverkusen    |
| 1980  | Bayer 04 Leverkusen    |
| 1981  | PSV Grünweiß Frankfurt |
| 1982  | Bayer 04 Leverkusen    |
| 1983  | Bayer 04 Leverkusen    |
| 1984  | Bayer 04 Leverkusen    |
| 1985  | Bayer 04 Leverkusen    |
| 1986  | Bayer 04 Leverkusen    |
| 1987  | Bayer 04 Leverkusen    |
| 1988  | TV Lützellinden        |
| 1989  | TV Lützellinden        |
| 1990  | TV Lützellinden        |
| 1991  | TuS Walle Bremen       |
| 1992  | TuS Walle Bremen       |

| Sezon | Echipa             |
| ----- | ------------------ |
| 1993  | TV Lützellinden    |
| 1994  | TuS Walle Bremen   |
| 1995  | TuS Walle Bremen   |
| 1996  | TuS Walle Bremen   |
| 1997  | TV Lützellinden    |
| 1998  | VfB Leipzig        |
| 1999  | VfB Leipzig        |
| 2000  | TV Lützellinden    |
| 2001  | TV Lützellinden    |
| 2002  | HC Leipzig         |
| 2003  | DJK/MJC Trier      |
| 2004  | FHC Frankfurt/Oder |
| 2005  | 1. FC Nürnberg     |
| 2006  | HC Leipzig         |
| 2007  | 1. FC Nürnberg     |
| 2008  | 1. FC Nürnberg     |
| 2009  | HC Leipzig         |

| Sezon | Echipa            |
| ----- | ----------------- |
| 2010  | HC Leipzig        |
| 2011  | Thüringer HC      |
| 2012  | Thüringer HC      |
| 2013  | Thüringer HC      |
| 2014  | Thüringer HC      |
| 2015  | Thüringer HC      |
| 2016  | Thüringer HC      |
| 2017  | SG BBM Bietigheim |
| 2018  | Thüringer HC      |
| 2019  | SG BBM Bietigheim |
| 2020  | –                 |
| 2021  | Borussia Dortmund |
| 2022  | SG BBM Bietigheim |
| 2023  | SG BBM Bietigheim |
| 2024  | SG BBM Bietigheim |
| 2025  | HB Ludwigsburg    |

Ediție din 2020 a fost anulată din cauza pandemiei de COVID-19.

## Campioane (1959-1975)
| Sezon | Echipa           |
| ----- | ---------------- |
| 1958  | Eimsbütteler TV  |
| 1959  | Eimsbütteler TV  |
| 1960  | RSV Mülheim      |
| 1961  | RSV Mülheim      |
| 1962  | SSC Südwest 1947 |
| 1963  | Eimsbütteler TV  |

| Sezon | Echipa              |
| ----- | ------------------- |
| 1964  | 1. FC Nürnberg      |
| 1965  | Bayer 04 Leverkusen |
| 1966  | Bayer 04 Leverkusen |
| 1967  | Eimsbütteler TV     |
| 1968  | SC Union 03 Hamburg |
| 1969  | 1. FC Nürnberg      |

| Sezon | Echipa               |
| ----- | -------------------- |
| 1970  | 1. FC Nürnberg       |
| 1971  | Holstein Kiel        |
| 1972  | SC Union 03 Hamburg  |
| 1973  | TuS Eintracht Minden |
| 1974  | Bayer 04 Leverkusen  |
| 1975  | TuS Eintracht Minden |

## Legături externe
- Materiale media legate de Handball-Bundesliga (feminin) la Wikimedia Commons
- de  Site web oficial
- de  Die deutschen Meister der Frauen in der Übersicht, toate campioanele la handball-world.news